# Thoradonta lancangensis
Thoradonta lancangensis är en insektsart som beskrevs av Zheng, Z. 1991. Thoradonta lancangensis ingår i släktet Thoradonta och familjen torngräshoppor. Inga underarter finns listade i Catalogue of Life.